# Thea Gill

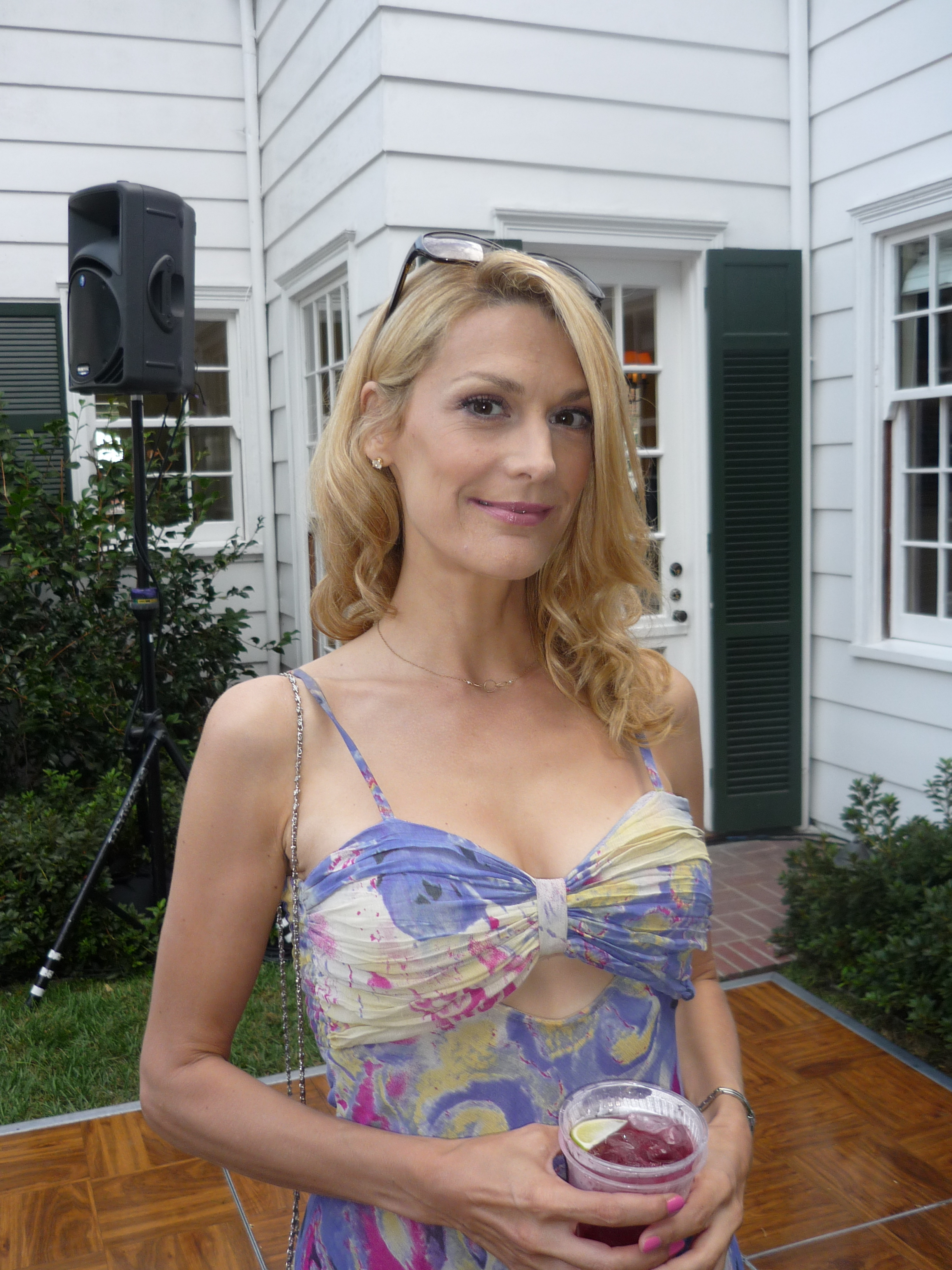
Thea Gill beim GLAAD Sommerevent 2009

Thea Gill (* 5. April 1970 in Vancouver, British Columbia) ist eine kanadische Schauspielerin.
Gill schloss ihr Studium im Fach Schauspiel an der York University in Toronto mit Auszeichnung ab. Zu größerer Bekanntheit gelangte sie durch ihre Rolle der Lindsay Peterson in der Fernsehreihe Queer as Folk. Im Filmgeschäft ist sie jedoch schon seit Anfang der 1990er Jahre aktiv und trat in einer größeren Zahl von Filmen und Serien auf.
Vor ihrer Filmkarriere arbeitete Gill zusammen mit dem Theater-Direktor Brian Richmond, mit dem sie zwischenzeitlich verheiratet war, in bedeutenden Theatern in ganz Kanada, u. a. in Stücken wie Romeo und Julia, Othello oder Onkel Wanja. Thea Gill ist außerdem auch als Jazz-Sängerin bekannt.

## Filmografie (Auswahl)
- 1992: Nick Knight – Der Vampircop (Forever Knight, Fernsehserie, eine Folge)
- 1995: Kung Fu – Im Zeichen des Drachen (Kung Fu: The Legend Continues, Fernsehserie, eine Folge)
- 1996: Bubbles Galore
- 1997: Ein Gesicht so schön und kalt (Let Me Call You Sweetheart, Fernsehfilm)
- 2000: Common Ground (Fernsehfilm)
- 2000: Washed Up
- 2000–2005: Queer as Folk (Fernsehserie, 83 Folgen)
- 2002: Tornado Warning (Fernsehfilm)
- 2003: Bliss (Fernsehserie, eione Folge)
- 2004: Andromeda (Fernsehserie, eine Folge)
- 2005: Eighteen
- 2005: The Collector (Fernsehserie, eine Folge)
- 2006–2007: Dante’s Cove (Fernsehserie, 10 Folgen)
- 2006: Lesser Evil (Fernsehfilm)
- 2007: Seed
- 2008: Mulligans
- 2009: Ghost Whisperer – Stimmen aus dem Jenseits (Ghost Whisperer, Fernsehserie, eine Folge)
- 2019: The Boy She Met Online
- 2010: Dishin’ It Up! (Fernsehfilm)
- 2010: Lies Between Friends (Fernsehfilm)
- 2010: The Putt Putt Syndrome
- 2012: My Mother’s Secret (Fernsehfilm)
- 2012: Failing Upwards (Fernsehserie, eine Folge)
- 2013: Stonados: Wenn es Felsen regnet (Stonados, Fernsehfilm)
- 2016: Bad Best Friends – Der Tod vergisst nicht (10 Year Reunion, Fernsehfilm)
- 2016: In the Black Margin (Fernsehfilm)
- 2016: Jahrhundertfrauen (20th Century Women)
- 2020: Shepard

## Auszeichnungen
- 2006 – Spotlight Award für ihre Darstellung in der Fernsehserie Queer as Folk.
- 2005 – Leo Award für die Beste weibliche Darstellerin einer dramatischen Fernsehserie in The Collector (Episode: The Mother).
- 2003 – National Leadership Award der National Gay and Lesbian Task Force für ihre Darstellung in Queer as Folk.
- 2002 – Golden Sheaf Award als Beste Schauspielerin in der Fernsehserie Bliss (Episode: Nina’s Muse).
- 2003 – nominiert für den ACTRA Toronto Award für Hervorragende Darstellung (weiblich) in der Serie Queer as Folk.